# The Dam Keeper
The Dam Keeper ist ein US-amerikanischer Kurzanimationsfilm von Robert Kondo und Dice Tsutsumi aus dem Jahr 2014.

## Handlung
Ein kleines Schwein, das noch zur Schule geht, arbeitet zudem als Dammwärter. Es hat die Aufgabe, die auf dem Damm befindliche Windmühle am Laufen zu halten, sodass die hinter dem Damm gelegene Stadt von einer regelmäßig heranwabernden giftigen Schmutzwolke verschont bleibt. Das Schwein erledigt seine Arbeit zuverlässig; die Bewohner der Stadt jedoch meiden es. Da es immer etwas schmutzig ist, wird es zudem von seinen Mitschülern verspottet.
Eines Tages erscheint der Fuchs in der Stadt. Er ist ein neuer Mitschüler, der zudem regelmäßig Zeichnungen in ein Skizzenheft malt. Er ist dem Schwein gegenüber aufgeschlossen, setzt sich in der Hängebahn neben es und steht ihm mit lustigen Zeichnungen bei, als es vom Lehrer ungerecht behandelt wird. Nachdem das Schwein von zwei Schlägern in der Schultoilette drangsaliert wird, hilft der Fuchs ihm. Beide malen die beiden Schüler als Witzfiguren und der Fuchs zeigt sich mit dem Schwein solidarisch, indem er sich mit der Malkohle Flecken ins Fell reibt.
Wenig später kommt das Schwein zu einer kichernden Schülergruppe, in deren Zentrum sich der Fuchs befindet. Es erkennt, dass die Gruppe über ein Bild lacht, von dem es eine Karikatur seiner selbst und die Worte „Dirty P…“ („Schmutziges Sch[wein]“) erkennt. Das Schwein sieht sein Vertrauen in den Fuchs verletzt, reißt das Bild an sich und flieht. Es weint später auf einem Spielplatz und verpasst durch seine Trauer das Inganghalten der Windmühle. Die Schmutzwolke erreicht die Stadt und hüllt sie in Dunkelheit. Sturm kommt auf. Das Schwein sieht sich die Zeichnung genauer an und entdeckt, dass neben ihm auch der Fuchs abgebildet ist; die Beschriftung heißt vollständig „Dirty Pals“ (dt. „Schmutzige Freunde“). Es eilt nun zur Windmühle, die durch den Sturm zwar beschädigt wird, jedoch nach einer Weile die Schmutzwolke vertreiben und die Stadt wieder in Sonnenlicht tauchen kann. Kurz darauf steht der Fuchs in der Windmühlentür. Das Schwein ist erfreut, ihn zu sehen. Es zeigt ihm die Zeichnung und beide laufen lachend in der Mühle umher.

## Produktion
The Dam Keeper entstand als gemeinsame Regiearbeit der damaligen Pixar-Artdirectoren Robert Kondo und Dice Tsutsumi. Tsutsumi hatte bereits 2011 mit dem Kurzfilm Sketchtravel sein Regiedebüt gegeben, während Kondo bisher nur als Setdesigner und Animator bei Pixar tätig gewesen war. Bei Pixar hatten sie bei den Filmen Toy Story 3 und Die Monster Uni zusammengearbeitet. The Dam Keeper entstand im Rahmen einer Vereinbarung mit Pixar, die den dortigen Angestellten parallele Arbeit an eigenen Filmen unabhängig von ihrer Arbeit bei Pixar erlaubt. Am Film waren neben weiteren Pixar-Angestellten vor allem junge Animatoren beteiligt, die zum Teil gerade ihren Studienabschluss gemacht hatten.
Die Hauptarbeit am Film begann Anfang 2013; die Produktionszeit des Films betrug ca. neun Monate. Als Inspiration für die Handlung diente das Märchen The Little Dutch Boy, das durch Mary Mapes Dodges Roman Hans Brinker or The Silver Skates populär wurde. Der Film besteht aus ca. 8.000 Frames und wurde zweidimensional mit TVPaint animiert. Der Maleffekt wurde mit nachträglich aufgesetzten Photoshop-Pinselstrichen verstärkt.
Erzähler im Original ist Lars Mikkelsen. Der Film enthält keine Dialoge.
Der Film hatte im Februar 2014 auf der Berlinale 2014 seine Weltpremiere. Im März 2014 wurde der Film im Rahmen des New York International Children’s Film Festivals erstmals in den USA gezeigt.

## Auszeichnungen
Auf der Berlinale 2014 wurde The Dam Keeper für einen Kristallbären der Sektion Generation Kplus – Bester Kurzfilm nominiert. Auf dem San Francisco International Film Festival gewann der Film den Preis für den Besten Familienfilm.
The Dam Keeper wurde 2015 für einen Oscar in der Kategorie Bester animierter Kurzfilm nominiert, konnte sich jedoch nicht gegen Liebe geht durch den Magen durchsetzen. Im selben Jahr erhielt der Filme eine Annie-Award-Nominierung als Bester animierter Kurzfilm.